# Доус Бътлър
Доус Бътлър (на английски: Daws Butler; * 16 ноември 1916; † 18 май 1988) е американски актьор. Предимно се занимава с озвучаване на анимационни филми и сериали през кариерата си. Най-известен е с ролите си на Мечокът Йоги, Хъкълбери Хрътката, Дикси и Г-н Джинкс в „Шоуто на Хъкълбери Хрътката“, Куик Дроу Макгроу в едноименния сериал, както и неговия помощник Баба Луи, Лисугера Фибър и Алигатора Алфи в „Патето Яки“, Елрой Джетсън, Г-н Когсуел и Хенри Орбит в „Семейство Джетсън“, Уоли Алигатора и много други герои от продукциите на Хана-Барбера.

## Преподавателска дейност
Бътлър води частни уроци по актьорско майсторство и озвучаване в дома си от 1975 до 1988 г. Обучава безброй успешни озвучаващи актьори, измежду които Нанси Картрайт, Кори Бъртън, Грег Бърсън, Боб Бъргън, Ърл Крес, Джо Бевилакуа и други.

## Личен живот и смърт
От 1943 г. до смъртта си е женен за Мъртис Мартин-Бътлър, с която се запознава докато е войник във военноморските сили по време на Втората световна война. Заедно имат четирима сина – Пол Бътлър, Чарлс Бътлър, Дон Бътлър и Дейвид Бътлър.
Доус Бътлър умира на 71 години от сърдечен удар на 18 май 1988 г. Съпругата му Мъртис Бътлър умира на 101 години на 15 ноември 2018 г.

## Частична филмография

### Филми
- Out-Foxed – Лисугер (1949)
- „Джери и златната рибка“ – Шеф Франсоа (1951)
- Fit to Be Tied – Спайк (1952)
- „Кучешката колиба“ – Спайк (1952)
- „Чили Уили“ – Чили Уили (1953)
- Pet Peeve – Стопанин (1954)
- Smarty Cat – Бъч (1955)
- Pecos Pest – ТВ говорител (1955)
- „Супер паток“ – Диктор и Издател на вестник (1956)
- „Брегът на разбойниците“ – Насти Канаста (1956)
- Down Beat Bear – Радио говорител (1956)
- Barbecue Brawl – Спайк (1956)
- Mucho Mouse – Том (1957)
- „Фото финалът на Том“ – Джордж (1957)
- „Сражението с котката“ – Филбърт (1959)
- „Заседнал в наноса“ – Пиер де Уудчопър (1959)
- „Лудория в блатото“ – Али Гейтър (1959)
- Backwoods Bunny – Елвис и Бащата на Елвис (1959)
- „1001 арабски нощи“ – Омар (1959)
- „Вълкът Лупи“ – Вълкът Лупи (1959 – 1964)
- „Здравейте, аз съм Мечокът Йоги“ – Мечокът Йоги (1964)
- „Мери Попинз“ – Костенурка и Пингвин (1964)
- „Сънливият мечок“ – Чили Уили (1969)
- „Котката с шапка“ – Г-н Кринкълбайн (1971)
- „Първата Коледа на Йоги“ – Мечокът Йоги, Хъкълбери Хрътката, Снагълпус и Кучето Оги (1980)
- „Веселите приключения на Мечока Йоги“ – Мечокът Йоги, Хъкълбери Хрътката, Снагълпус, Куик Дроу Макгроу, Г-н Джинкс, Вълкът Хоуки, Оги Доги, Снупър и Блабър, Дикси и Уоли Алигатора (1982)
- „Добрият, лошият и Хълълбери Хрътката“ – Хъкълбери Хрътката, Мечокът Йоги, Куик Дроу Макгроу, Снагълпус, Баба Луи, Вълкът Хоуки и Питър Потамус (1988)

### Сериали
- „Време е за Бийни“ – Бийни, Капитан Хорейшио К. Хъфенпъф и други (1949 – 1952)
- „Ръф и Реди“ – Реди и други (1957 – 1960)
- „Шоуто на Хъкълбери Хрътката“ – Хъкълбери Хрътката, Мечокът Йоги, Дикси, Г-н Джинкс, Вълкът Хоуки и други (1958 – 1961)
- „Роки и неговите приятели“ – Принцът и други (1959 – 1960)
- „Шоуто на Куик Дроу Макгроу“ – Куик Дроу Макгроу, Баба Луи, Снагълпус, Супер Снупър, Блабър Маус, Кучето Оги, Снафълс, Йипи Койотът и други (1959 – 1962)
- „Семейство Флинтстоун“ – Фред Флинтстоун (само в пилотния епизод; 1959), Барни Ръбъл (в пет епизода; 1961), Джо Рокхед и други (1959 – 1965)
- „Топ Кет“ – Джаз (епизод: All That Jazz) (1961)
- „Патето Яки“ – Лисугера Фибър и Алигатора Алфи (1961)
- „Шоуто на Мечока Йоги“ – Мечокът Йоги, Снагълпус, Лисугера Фибър, Алфи Алигатора, директорът на парка и други (1961 – 1962)
- „Семейство Джетсън“ – Елрой Джетсън, Г-н Когсуел, Хенри Орбит и други (1962 – 1963; 1985 – 1987)
- „Джони Куест“ – Махараджа, Г-н Корвин и Г-н Гундерсън (епизод: Riddle of Gold) (1964)
- „Шоуто на Питър Потамус“ – Питър Потамус и Яхуйи (1964 – 1965)
- „Смахнати състезания“ – Питър Перфектен, Рок Слег, Червеният Макс, Големият Грусъм, Сержант Бласт и Руфъс Ръфкът (1968 – 1969)
- „Джоуси и котенцата“ – Ястребът (епизод: Melody Memory Mix-Up) (1970)
- „Помощ!... Това са Хеър и бандата му!“ – Хеър Беър, Бъмбо Слона, Горилата Бананаз, Косматко Лъва (в някои епизоди), филмовият режисьор и други (1971)
- „Фънки фантом“ – Джонатан Уелингтън „Мъдси“ Мъдълмор, Елмо и Фингърс (в един епизод) (1971 – 1972)
- „Новите филми за Скуби-Ду“ – Кърли (2 епизода) (1972)
- „Кометите на Бейли“ – Дутър Ру, Пиратски капитан и Професора (1973 – 1974)
- „Улица Сезам“ – Човекът, който мрази жаби, Предупредителен анимационен мъж, Коментатор на влак и други (1973 – 1985)
- „Хонконг Фуи“ – Блъбър, Стик и Големия Дюк (епизод: Comedy Cowboys) (1975)
- „Какво ново, Г-н Магу?“ – Капитан Нюмо и Шулц (епизод: Secret Agent Magoo) (1977)
- „Космическото състезание на Йоги“ – Мечокът Йоги, Хъкълбери Хрътката и Куик Дроу Макгроу (1978)
- „Новото шоу на Попай“ – Уимпи (1978 – 1983)
- „Съкровищният лов на Йоги“ – Мечокът Йоги, Хъкълбери Хрътката, Куик Дроу Макгроу, Снагълпус, Супер Снупър, Блабър Маус, Кучето Оги, Йипи Койотът, Вълкът Хоуки, Слон под прикритие, Снафълс, Питър Потамус, Липи Лъва, Г-н Джинкс (1985 – 1987)